# Henry Urday Cáceres
Henry Urday Cáceres (ur. 5 lipca 1967 w Limie) – peruwiański szachista, arcymistrz od 1992 roku.

## Kariera szachowa
Na arenie międzynarodowej zadebiutował w roku 1986, biorąc udział w olimpiadzie szachowej w Dubaju. Do roku 1998 w turniejach olimpijskich wystąpił jeszcze 6 razy, w roku 1990 zdobywając brązowy medal za indywidualny wynik na III szachownicy. W roku 1989 podzielił I miejsce (wspólnie z José Luisem Fernándezem Garcíą i Romanem Hernandezem) w otwartym turnieju w Alicante. W 1992 zwyciężył (wraz z Draganem Barlovem) w kołowym turnieju w Mesie oraz zajął I miejsce w memoriale Jose Raula Capablanki w Matanzas. W 1993 triumfował w Las Palmas, natomiast w następnym roku w tym mieście podzielił II miejsce (za Oscarem Panno). W 1996 podzielił II miejsce (za Andresem Rodriguezem Vilą) w Rosario, w 1997 zwyciężył w Schahin Cury, natomiast w 1999 podzielił I miejsce w turnieju open w Port-of-Spain.
Dwukrotnie, w latach 1987 i 1999, zdobył złote medale w mistrzostwach Peru.
Najwyższy ranking w karierze osiągnął 1 lipca 1992 r., z wynikiem 2490 punktów zajmował wówczas 2. miejsce (za Julio Grandą Zuñigą) wśród peruwiańskich szachistów. Od 2001 r. nie uczestniczy w turniejach klasyfikowanych przez Międzynarodową Federację Szachową.